# Granice Brazylii

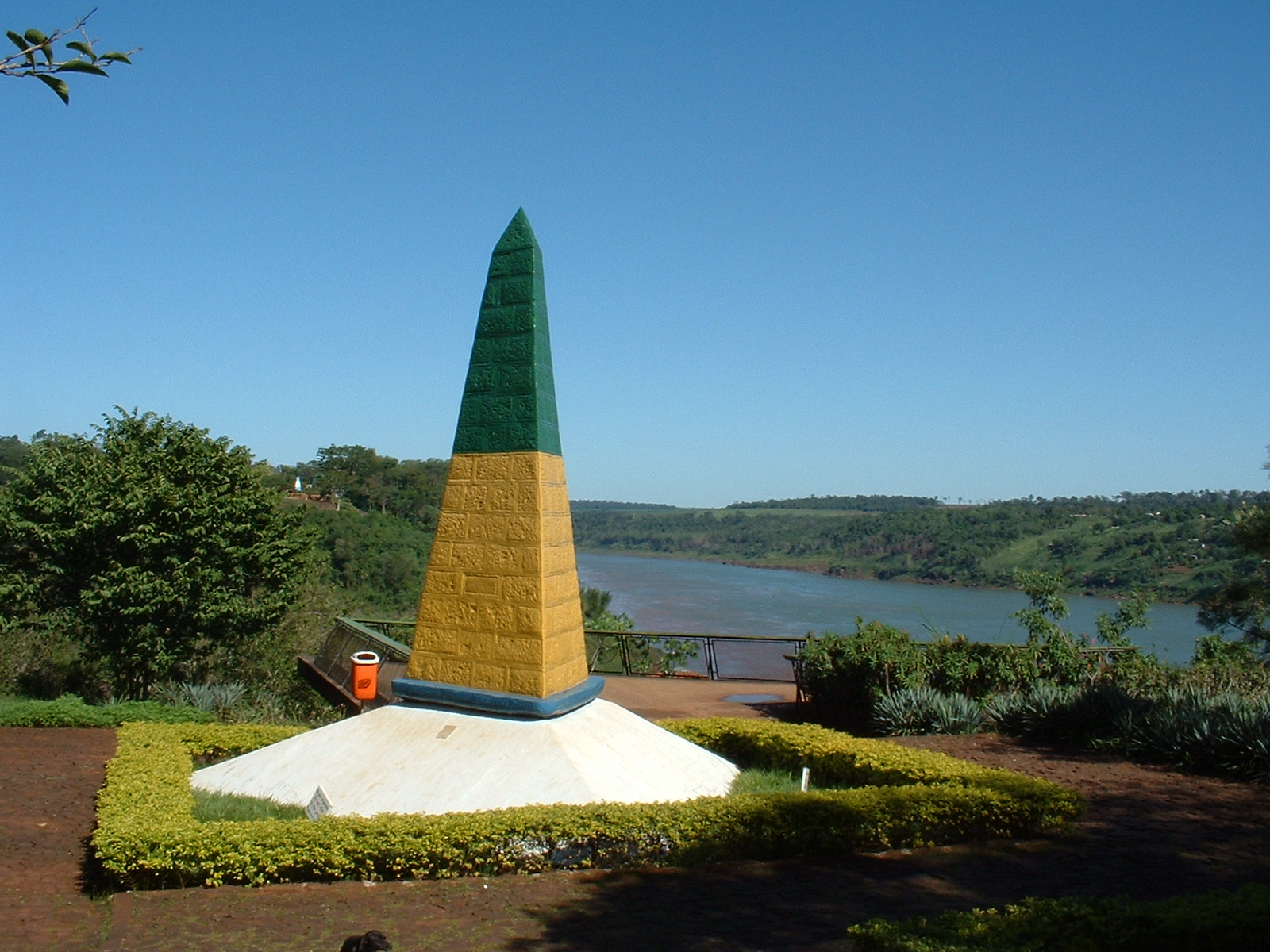
Trójstyk granic (Brazylia, Argentyna, Paragwaj) w Foz do Iguaçu

Granice Brazylii – Brazylia graniczy z dziesięcioma państwami. Łączna długość granic wynosi 16885 km (dłuższą linię graniczną posiadają jedynie Chiny i Rosja).
| Kraj             | Długość | na rzekach/jeziorach | Stany graniczące                                |
| ---------------- | ------- | -------------------- | ----------------------------------------------- |
| Gujana Francuska | 730     | 427                  | Amapá                                           |
| Surinam          | 593     | –                    | Amapá, Pará                                     |
| Gujana           | 1606    | 698                  | Pará, Roraima                                   |
| Wenezuela        | 2199    | –                    | Amazonas, Roraima                               |
| Kolumbia         | 1644    | 809                  | Amazonas                                        |
| Peru             | 2995    | 2003                 | Acre, Amazonas                                  |
| Boliwia          | 3423    | 2672                 | Acre, Mato Grosso, Mato Grosso do Sul, Rondônia |
| Paragwaj         | 1366    | 929                  | Mato Grosso do Sul, Parana                      |
| Argentyna        | 1261    | 1236                 | Parana, Rio Grande do Sul, Santa Catarina       |
| Urugwaj          | 1069    | 749                  | Rio Grande do Sul                               |